# Sturm und drang (singolo)
Sturm und drang è un singolo del rapper italiano Kid Yugi, pubblicato il 15 aprile 2022 come secondo estratto dall'album in studio The Globe.

## Video musicale
Il video, reso disponibile il giorno dell'uscita del singolo sul canale YouTube del rapper, è stato diretto da Silvio Giammarco e prodotto da Carlo Bartolomucci e Andrea Mondi. due anni e due mesi dopo l'uscita il video ha raggiunto le 540 000 visualizzazioni.

## Tracce
Testi di Francesco Stasi, musiche di Edoardo Rolle.
1. Sturm und drang – 1:50